# Sportul în Polonia
Sportul în Polonia este o activitate populară și foarte practicată, sporturile de echipă predominând. Cele mai populare sporturi sunt fotbalul, baschetul și handbalul. Printre cei mari cunoscuți fotbaliști polonezi se numără Euzebiusz Smolarek (Racing de Santander) și Jacek Krzynówek (Wolfsburg). Jucătorul echipei Steaua București, Paweł Golański, face parte din echipa națională a Poloniei.
De asemenea, motociclismul și voleiul cunosc un entuziasm crescând. 

## Fotbal
- Echipa națională de fotbal a Poloniei
- Ekstraklasa
- Lista campionilor de fotbal în Polonia
- Cupa Poloniei
- Supercupa Poloniei

## Polonia la Jocurile Olimpice
Polonia a participat pentru prima dată la Jocurile Olimpice în anul 1924  și de atunci și-a trimis sportivii să concureze la toate Jocurile Olimpice de vară, cu excepția  Jocurilor Olimpice de vară din 1984, când alături de URSS Polonia a participat la boicotarea Jocurilor Olimpice organizate în Los Angeles. De asemenea, Polonia a participat la toate Jocurile Olimpice de iarnă.
La Olimpiade Sportivii polonezi au câștigat în total 275 medalii, cel mai de succes sport fiind atletismul. 
Polonia este a treia țară cea mai de succes țară (după Ungaria și România), care nu au găzduit niciodată Jocurile Olimpice.